# Severino Zuazo Ugalde
Severino Zuazo Ugalde (19 de maig de 1889 - 20 de juliol de 1980) va ser un futbolista basc que jugava com a davanter a l'Athletic Club. Va passar tota la seva carrera a l'Athletic, cosa que el converteix en un dels primers futbolistes a jugar per l'Athletic durant tota la seva carrera, i per tant, a formar part del denominat grup d'homes d'un sol club.
Era germà de l'arquitecte Secundino Zuazo.

## Biografia
Nascut a Bilbao, va començar a jugar a futbol el 1908 a l'Athletic Club. Zuazo va tenir un paper fonamental per ajudar el club a guanyar un Campionat Regional Nord el 1914 i tres Copes del Rei el 1910, 1911 i 1914. En aquesta última edició, va ser el màxim golejador amb un total de 5 gols, inclosos tots dos en una victòria per 2-1 contra l'España FC a la final. També va protagonitzar el primer partit de la història jugat a l'estadi de San Mamés el 21 d'agost de 1913, en un amistós contra el Racing d'Irun, fent el xut inicial que va donar inici al partit i més tard assistint Pichichi per al primer gol de la història marcat a l'estadi. El 18 de gener de 1914, Zuazo va esdevenir el segon jugador de la història a marcar un hat-trick a San Mamés en un partit del Campionat Regional contra l'Sporting d'Irún, aconseguint la gesta només uns minuts després que el debutant Félix Zubizarreta marqués cinc gols en aquell partit.

## Palmarès

### Club
Athletic Club
Campionat Regional Nord:
- Campions (1): 1914

Copa del Rei:
- Campions (3): 1910, 1911 i 1914